# Clima polar

Distribuição das regiões de clima polar pelo mundo.
Clima de tundra (ET)
Clima glacial (EF)

A radiação solar tem menor intensidade nas regiões polares porque o ângulo em que atinge a Terra não é tão direto como no equador. Outro efeito é que a luz solar tem que passar por mais atmosfera para chegar ao solo.

Os clima polares são um conjunto de climas, agrupados na Classificação climática de Köppen-Geiger no grupo E. Ocorre nas costas árticas da Europa Setentrional, no extremo norte da Sibéria, na Groenlândia, ao norte do Canadá, no Alasca, no extremo sul da Patagônia e na Antártida.

## Subclimas
O parâmetro principal que define um clima como sendo do Grupo E (clima glacial), é a ocorrência de temperatura média do ar abaixo de 10°C no mês mais quente do ano. O grupo possui os seguintes tipos:
- Clima glacial (EF) - temperatura média mensal em todos os meses abaixo de 0°C.
- Clima de tundra (ET) - temperatura média mensal no mês mais quente, igual ou superior a 0°C e inferior a 10°C.
- Clima alpino (EM ou EH) - clima característico de grandes altitudes, com chuvas abundantes. Apresentam temperatura média do ar abaixo de 10°C durante o mês mais quente. É citado também como o Grupo H.

Existe grande variação entre os tipos de clima glacial uma vez que a temperatura média mensal no mês mais frio não é estipulada. Em muitos casos a temperatura média no mês mais frio é maior do que em algumas áreas com climas do grupo D ou mesmo do grupo C. Esta situação ocorre frequentemente em áreas mais distantes dos polos onde a variação de temperatura média entre o mês mais frio e o mês mais quente é pouco ampla, sendo quase constante em picos próximos à linha do Equador.
As temperaturas médias são muito baixas e ficam em torno de -30ºC. No verão chegam aos -10 °C e no inverno podem alcançar os -50°C, sendo que na Antártida o inverno é totalmente inóspito com temperaturas que podem chegar a -87°C ou até mais baixas no interior do continente. São regiões de ventos intensos e que ficam cobertas de gelo neve durante todo o ano, com exceção das faixas litorâneas onde uma vegetação de tundra aparece durante o curtíssimo verão. No inverno há dias em que o Sol não nasce, e certos dias no verão ele não se põe.(Sol da meia-noite) Também é um clima que apresenta altas amplitudes térmicas diárias e anuais.
O índice pluviométrico varia nesse tipo de clima: há áreas do interior da Antártica Oriental que possuem precipitação abaixo de 5 mm anuais, que se produzem em forma de neve e ocorrem principalmente no verão. Na costa da Antártica a precipitação é variável, sendo que a maior precipitação anual ocorre na Península Antártica. Na metade sul da Groenlândia e norte da Península Antártica, a precipitação anual pode superar 1000 mm.
Como as plantas não podem crescer no gelo durante o inverno rigoroso e parcialmente no início e fim das estações equinociais (primavera e outono), praticamente não há vida ativa como em outros ecossistemas durante todo o ano nos polos, exceto nas beiradas oceânicas, onde, por exemplo, focas, ursos-polares e pinguins caçam peixes. Nos extremos dos polos a vegetação é quase inexistente durante o ano inteiro.

## Localizações

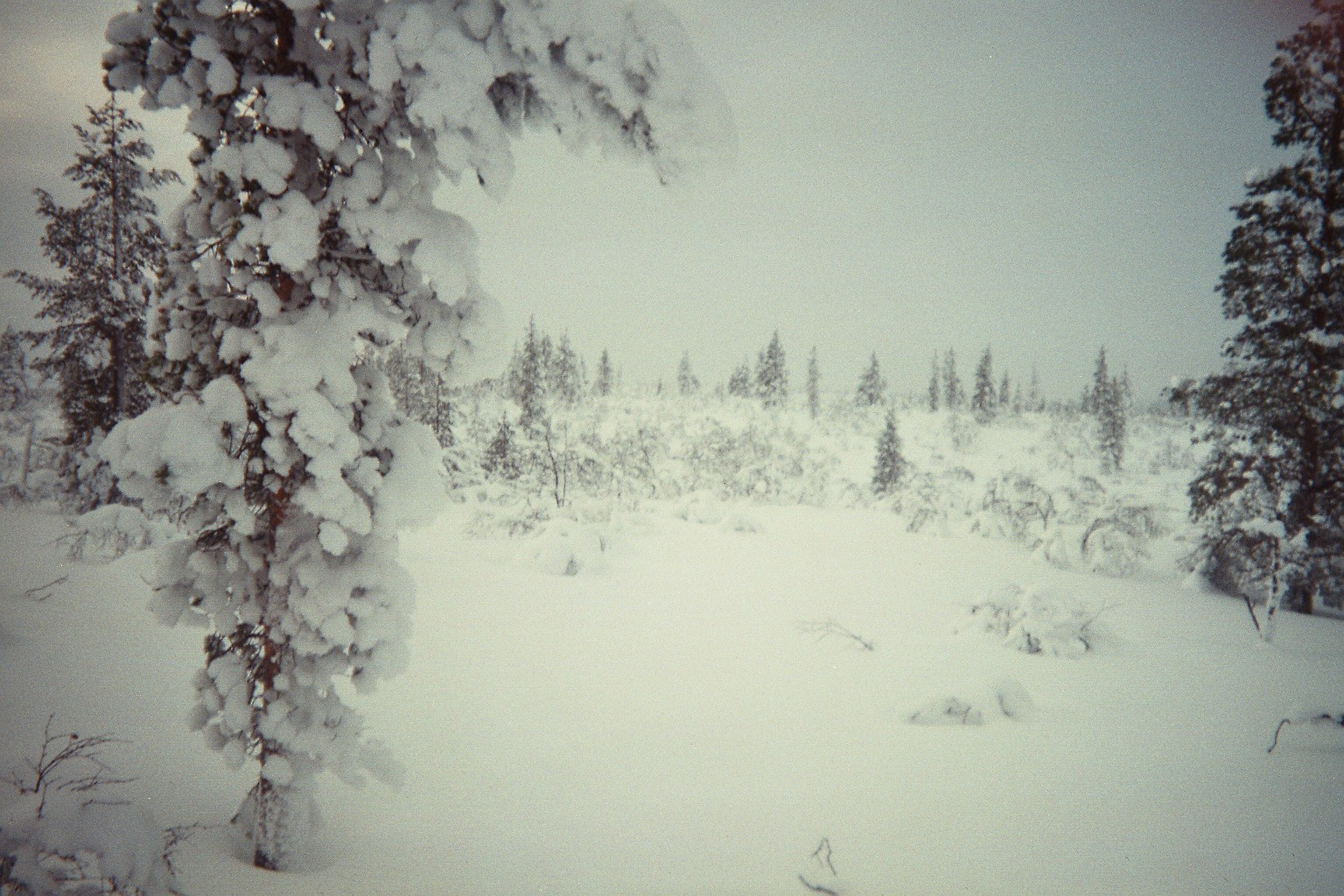
Uma paisagem nevada de Inari localizada na Lapônia (Finlândia)

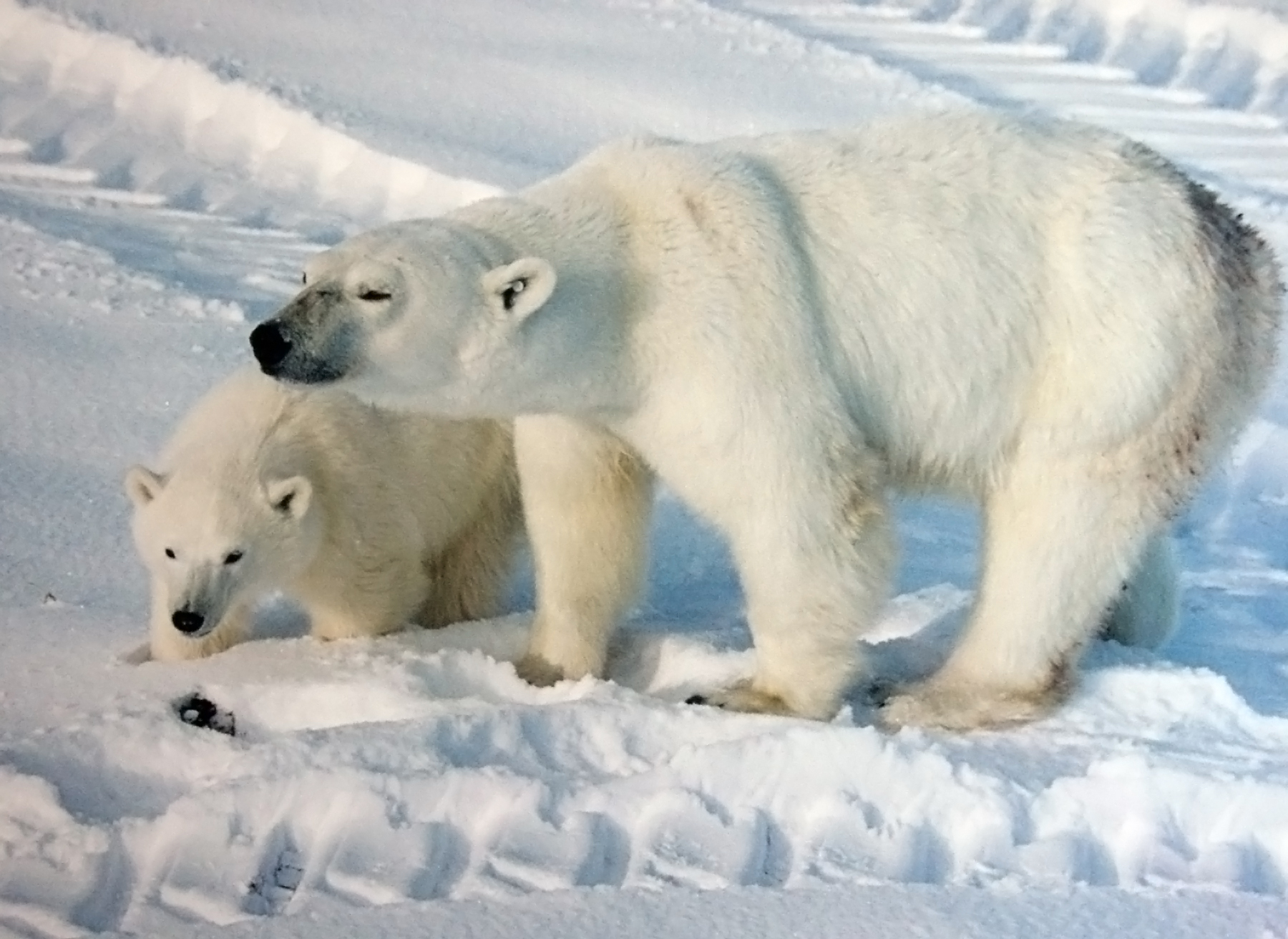
Um urso polar com seu filhote.

Na Terra, a Antártida é o único continente onde o clima de calota polar é predominante. Todas as áreas costeiras isoladas da ilha da Groenlândia, exceto algumas, também apresentam esse clima. Os cumes de muitas montanhas elevadas também têm clima de calota polar devido à elevada altitude. Nas regiões costeiras da Groenlândia que não possuem mantos de gelo permanentes, o clima é de tundra, menos extremo. 
As áreas mais ao norte da massa terrestre da Eurásia, desde o extremo nordeste da costa da Escandinávia e a leste até ao Estreito de Bering, grandes áreas do norte da Sibéria e do norte da Islândia também têm clima de tundra. Grandes áreas no norte do Canadá e no norte do Alasca têm clima de tundra, mudando para clima de calota polar nas partes mais ao norte do Canadá. O extremo sul da Argentina (Tierra del Fuego, onde confina com a Passagem de Drake) e ilhas subantárticas, como as Ilhas Shetland do Sul e as Ilhas Malvinas, têm climas de tundra com ligeira faixa de temperatura em que nenhum mês atinge acima dos 10 °C. Estas planícies subantárticas encontram-se mais perto do equador do que as tundras costeiras da bacia do Ártico.

### Ártico

Um mapa do Ártico. A linha vermelha indica a isoterma de 10°C em julho e a área branca mostra a extensão média mínima do gelo marinho no verão a partir de 1975.

No Ártico, regiões cobertas de gelo (marinho, glaciar ou neve) permanecem assim durante o ano todo, especialmente nas zonas mais próximas dos polos. Quase todas as áreas do Ártico têm longos períodos com algum tipo de gelo ou neve na superfície. As temperaturas médias de janeiro variam entre -40 °C e 0 °C, e no inverno podem cair abaixo de -50 °C em vastas áreas do Ártico. Em julho, as médias variam de -10 °C a 10 °C, com algumas regiões terrestres ocasionalmente ultrapassando 30 °C no verão.
O Ártico é composto por um oceano quase totalmente cercado por massas de terra, como a Rússia e o Canadá. Por isso, o clima de grande parte do Ártico é moderado pela água do oceano, que não pode ficar abaixo de -2 °C. No inverno, essa água relativamente mais quente, embora coberta pela camada de gelo polar, impede que o Polo Norte seja o local mais frio do Hemisfério Norte e contribui para que a Antártica seja muito mais fria que o Ártico. No verão, a presença de água nas proximidades impede que as zonas costeiras aqueçam tanto quanto poderiam, como ocorre em regiões temperadas com climas marítimos.

### Antártida
O clima da Antártida é o mais frio do planeta. A menor temperatura natural já registrada foi de −93,3 °C na Estação Vostok. Além disso, o continente é extremamente seco, sendo classificado como um deserto polar, com uma média anual de apenas 166 milímetros de precipitação, pois as frentes meteorológicas raramente chegam ao interior da Antártida.

### Montanhas
Os cumes da maioria das montanhas também apresentam climas polares, mesmo em latitudes mais baixas, devido às suas grandes altitudes. As montanhas das Rochosas, dos Alpes e do Cáucaso têm clima alpino e clima de tundra. Algumas montanhas dos Andes, das Montanhas de Santo Elias, e a maioria das montanhas do Himalaia, Caracórum, Indocuche, Pamir, Tian Shan e a Cordilheira do Alasca apresentam clima de calota polar em altitudes extremamente elevadas, além de clima de tundra em áreas relativamente mais baixas. Na Cordilheira das Cascatas, somente o cume do Monte Rainier tem clima de calota polar.

## Vegetação
A tundra, formação vegetal própria do clima polar ou glacial, é muito rasteira, constituída por ervas, musgos e líquens. Contudo, podem surgir alguns raros e dispersos tufos de arbustos e árvores anãs. Uma característica muito peculiar da tundra é o Permafrost (que se traduzido literalmente significa sempre gelado); o clima polar pode conter também geleiras e regiões com camadas permanentes ou semipermanentes de gelo. E devido as condições  climáticas das regiões polares ou glaciais, praticamente não existe vegetação arbustiva e arbórea ou superior, e a tundra cresce somente na época do degelo.
Na Terra, o único continente com predominância do clima polar de geleira é a Antártida. Algumas regiões costeiras da Groenlândia também possuem essa característica. Tais regiões, quando não completamente cobertas por gelo, apresentam a tundra.
As partes ao norte da Eurásia, da costa da Escandinávia ao estreito de Bering, com amplas áreas da Sibéria e no norte da Islândia também apresentam a tundra. Na parte mais ao sul da América do Sul (como a Terra do Fogo) apresentam clima polar de tundra.

## Quantificação do Clima Polar
Houve várias tentativas de quantificar o que constitui um clima polar.
O climatologista Wladimir Köppen demonstrou uma relação entre as linhas de árvores no Ártico e na Antártida e a isotérmica de verão de 10 °C; isto é, lugares onde a temperatura média no mês mais quente do ano está abaixo do limite fixo de 10 °C não podem sustentar florestas. Veja a classificação climática de Köppen para mais informações.
Otto Nordenskjöld teorizou que as condições de inverno também influenciam o clima polar. Ele desenvolveu uma fórmula: W = 9 − 0,1C, em que W representa a temperatura média no mês mais quente e C a temperatura média do mês mais frio, ambas em graus Celsius. De acordo com essa fórmula, por exemplo, se uma localidade tiver uma temperatura média de -20 °C no mês mais frio, o mês mais quente precisaria ter uma média de 11 °C ou mais para que as árvores possam sobreviver ali, pois 9 − 0,1 × (−20) resulta em 11. 
A linha de Nordenskiöld tende a ficar ao norte da linha de Köppen perto das costas oeste dos continentes do Hemisfério Norte, ao sul nas seções interiores e aproximadamente na mesma latitude ao longo das costas leste da Ásia e América do Norte. No Hemisfério Sul, toda a Terra do Fogo fica fora da região polar no sistema de Nordenskiöld, mas parte da ilha (incluindo Ushuaia, na Argentina) é considerada dentro da região antártica segundo Köppen.
Em 1947, Holdridge aprimorou esses esquemas ao definir a biotemperatura: a temperatura média anual, onde todas as temperaturas abaixo de 0 °C ou 32 °F são tratadas como 0 °C (pois isso não faz diferença para a vida das plantas, que ficam dormentes). Se a biotemperatura média estiver entre 1,5 e 3 °C, Holdridge quantifica o clima como subpolar (ou alpino, se a baixa temperatura for causada pela altitude).

## Fauna
- Bacalhaus
- Baiacus
- Baleia azul
- Belugas
- Cachalotes
- Elefante-marinho
- Focas
- Fulmares-da-antártida (encontrados apenas na Antártida)
- Ganso-de-faces-brancas
- Krill
- Lagópode
- Lemingue
- Leopardo-das-neves
- Peixe-do-gelo
- Pinguim (de várias espécies como por exemplo: os imperadores, os de Adélia, os de Gentoo, etc.)
- Porcenália-branca
- Torda-mergulheira
- Urso polar